# Oreo capensis
Oreo capensis är en spindelart som beskrevs av Norman I. Platnick 2002. Oreo capensis ingår i släktet Oreo och familjen Gallieniellidae.
Artens utbredningsområde är Western Australia. Inga underarter finns listade i Catalogue of Life.